# Alenko Zornija
Alenko Zornija (Sarajevo, 30. listopada 1970. – Sarajevo, 11. travnja 2021.), hrv. bosanskohercegovački novinar. Živio i radio u Sarajevu.

## Životopis
Rodio se 30. listopada 1970. godine. Pohađao gimnaziju u Sarajevu. Novinarstvom se bavio još od srednje škole. U srednjoj je školi bio urednikom školskog lista sarajevske Druge gimnazije, lista Mi. Glavni urednik satiričkog lista Vox 1990. godine. Bio je vanjski dopisnik zagrebačkog Vjesnika. Suradnik lista Hrvatske riječi iz Sarajeva. Dopisnik više časopisa i internetskih portala. Umro je 11. travnja 2021. godine u Sarajevu od srčanog udara.